# Grace Verbeke
Grace Verbeke (* 12. November 1984 in Roeselare) ist eine ehemalige belgische Radrennfahrerin.

## Sportliche Laufbahn
Grace Verbeke ist eine der stärksten belgischen Radrennfahrerinnen seit Mitte der 2000er Jahre. Von 2007 an erlangte sie gute Platzierungen bei wichtigen Straßenrennen. 2009 gewann sie die Tour Féminin en Limousin, wurde Zweite der Tour Cycliste Féminin International de l’Ardèche und Dritte des Chrono Champenois – Trophée Européen. Bei den UCI-Straßen-Weltmeisterschaften 2009 wurde sie Neunte im Einzel-Straßenrennen und belegte ebenfalls den neunten Platz beim Rad-Weltcup der Frauen. Ihre bis dahin größten Erfolge gelangen ihr im Jahr 2010, als sie belgische Meisterin im Einzelzeitfahren wurde, die Flandern-Rundfahrt gewann sowie bei der Straßenweltmeisterschaften den sechsten Platz belegte.
Im Juli 2011 wurde Verbeke Dritte der Tour Féminin en Limousin und gewann die Bergwertung. Wegen gesundheitlicher Probleme und einer Schwangerschaft legte sie bis 2014 eine Rennpause ein.
2015 wurde Grace Verbeke belgische Mountainbikemeisterin im Beachrace. Für 2017 unterschrieb sie einen Vertrag bei Lensworld-Kuota. Ende der Saison beendete sie ihre Radsportlaufbahn.

## Erfolge
2009
- eine Etappe Circuit de la Haut-Vienne
- MannschaftszeitfahrenTour Cycliste Féminin International de l’Ardèche
- Tour Féminin en Limousin

2010
- Flandern-Rundfahrt
- Belgische Meisterin – Einzelzeitfahren

2011
- Dwars door de Westhoek

2015
- Belgische Meisterin – Mountainbike (Beachrace)

## Teams
- 2006 Lotto-Belisol Ladiesteam
- 2007 Lotto-Belisol Ladiesteam
- 2008 Lotto-Belisol Ladiesteam
- 2009 Lotto-Belisol Ladiesteam
- 2010 Lotto Ladies Team
- 2011 Topsport Vlaanderen-Ridley 2012
- 2012 Kleo Ladies Team
- 2013 Cylelive Plus-Zannata
- 2014 Futurumshop.nl-Zannata
- 2017 Lensworld-Kuota